# Алики Хадзи
Алѝки Хадзѝ (на гръцки: Αλίκη Χατζή) е гръцка скулпторка.

## Биография
Родена е в 1923 година в Кожани. Завършва Атинското училище за изящни изкуства и право в Солунския университет. Специализира в Париж, Мюнхен и Чикаго. Печили първа награда за скулптура на дем Солун и се отличава в конкурси на министерствата на вътрешните работи и културата. Нейни творби се намират в публични пространства и частни колекции в Гърция и чужбина. Членка е на Камарата за визуални изкуства.
Умира на 23 август 1997 година.
Погребана е в Първо атинско гробище.